# Eremodon magellanicus
Eremodon magellanicus là một loài rêu trong họ Splachnaceae. Loài này được (Brid.) Brid. mô tả khoa học đầu tiên năm 1826.